# Hassen Chalghoumi

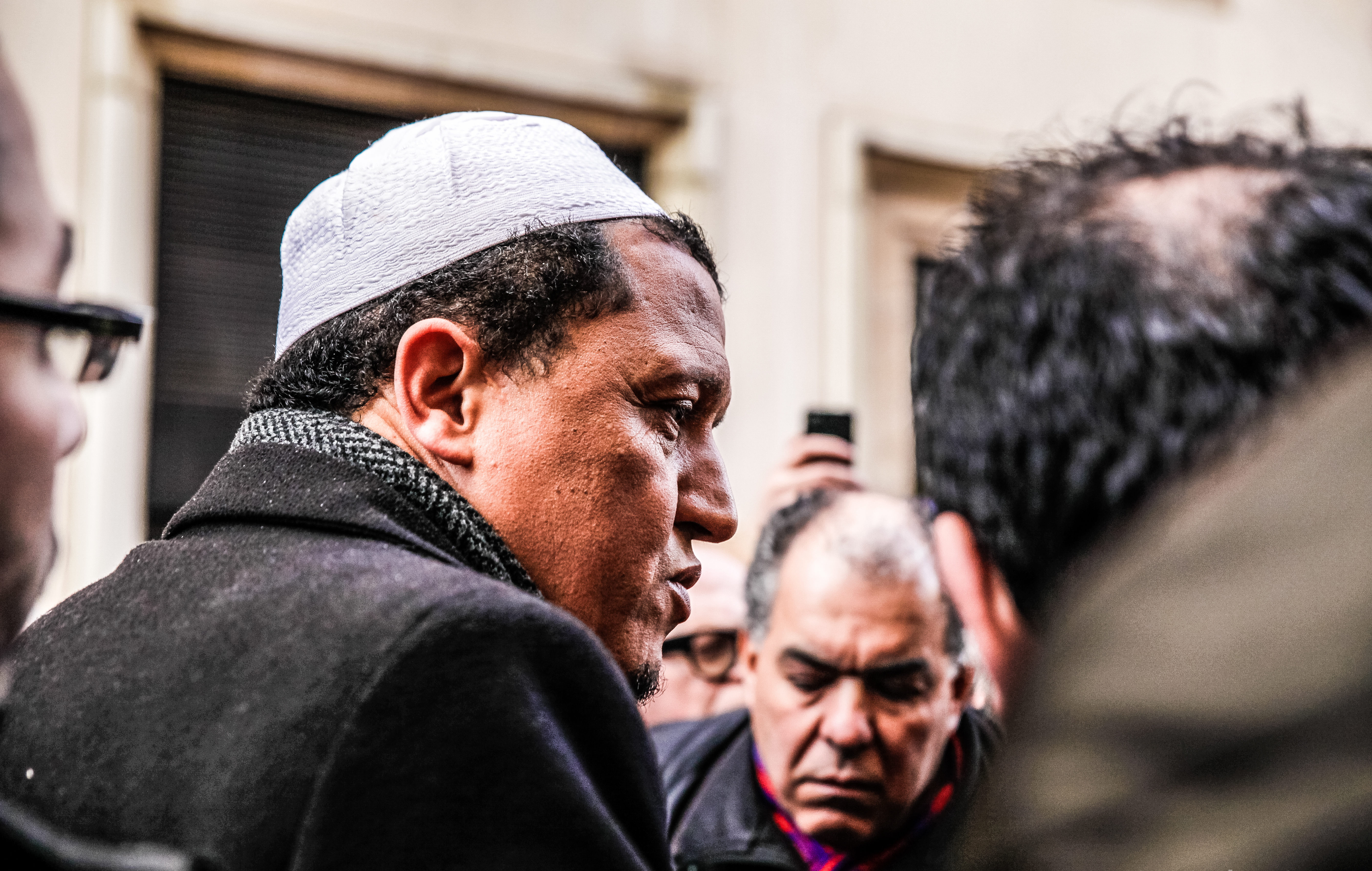
Hassen Chalghoumi (2015)

Hassen Chalghoumi (* 1972 in Tunis) ist ein französischer Imam tunesischer Herkunft, der die Moschee in Drancy leitet. Er gilt als bekanntester Imam Frankreichs und erlangte als muslimischer Befürworter eines Burkaverbotes internationale Bekanntheit.
Chalghoumi studierte in Tunesien an der Ez-Zitouna-Universität, später an Koranschulen in Syrien und Pakistan. Er kam Ende 1996 nach Frankreich, ist mit einer tunesischstämmigen Französin verheiratet und seit dem Jahr 2000 französischer Staatsbürger.

## Kulturelle und gesellschaftliche Position
Chalghoumi gilt seit langem als Förderer eines interreligiösen Dialoges zwischen Islam, Christentum und Judentum. Zu diesem Zweck gründete er die „Conférence des Imams“ und arbeitet eng mit jüdischen Gemeindevorstehern zusammen. Vielfach  rief er in seiner Moschee zu friedlichem Zusammenleben anstelle von religiösem Hass auf. Im Jahr 2006 nahm er unter anderem an einer Gedenkveranstaltung für die Opfer des Holocaust im Sammellager Drancy teil und rief Muslime auf, das Andenken der jüdischen Deportierten zu respektieren. Im Zuge der durch den Gaza-Krieg verursachten Spannungen riefen seine Versöhnungsversuche heftige Reaktionen radikaler Muslime hervor, Chalghoumi wurde als „jüdischer Imam“ bezeichnet. Er erhielt Morddrohungen und wurde unter Polizeischutz gestellt.
Chalghoumi setzte sich öffentlich für ein totales Verbot der Burka im öffentlichen Raum ein. Die Burka ist aus seiner Sicht ein Symbol der Ungleichheit und des Extremismus ohne Rechtfertigung durch den Islam. An anderer Stelle bezeichnete er sie als „Gefängnis für Frauen, Werkzeug sexistischer Unterdrückung und islamistischer Indoktrinierung“.
Vor dem im November 2023 in Paris geplanten Marsch gegen Antisemitismus, der anlässlich der im Zusammenhang mit dem Krieg in Israel und Gaza gestiegenen Zahl antisemitischer Taten veranstaltet wurde, rief Chalghoumi alle Muslime zur Teilnahme auf und sagte: „Wenn unsere jüdischen Mitmenschen draußen nicht mehr die Kippa aufsetzen können, ist das unwürdig. Und das verdient, dass wir demonstrieren und alle auf die Straße gehen.“

### Reaktionen auf Terroranschläge
Nach dem Amoklauf in Toulouse im März 2012, bei dem drei jüdische Schulkinder und ein Rabbiner getötet wurden, führte Chalghoumi einen Solidaritätsmarsch muslimischer Geistlicher gemeinsam mit dem französischen Hauptrabbiner an. In der Folge wurde Chalghoumi nach Israel eingeladen, wo er auch die Gedenkstätte Yad Vashem besuchte. Mit der israelischen Botschaft in Paris organisiert er seitdem Studienreisen französischer Imame nach Israel und israelischer Imame nach Frankreich, um den kulturellen Austausch zu fördern.
Nach dem Anschlag auf Charlie Hebdo im Januar 2015 verurteilte Chalghoumi den Anschlag scharf. Die Täter hätten „ihre Seele der Hölle verkauft“. Ihr Prophet sei nicht der Prophet des Islams: „Von welchem Propheten sprechen sie? Wohl von ihrem Internet-Guru. Wir haben nicht den gleichen Propheten. Ihr Prophet ist einer des Hasses und des Horrors. Ihr Prophet ist nicht der des französischen Islams“.
Auf Initiative Chalghoumis und des jüdischen Schriftstellers Marek Halter startete Anfang Juli 2017 eine international zusammengesetzte Gruppe von 30 muslimischen Geistlichen einen „Marsch der Muslime gegen den Terrorismus“ durch ganz Europa. Der „Marsch“ führte bis zum 14. Juli an Orte des islamistischen Terrors, um für die Opfer zu beten und um die Forderung zu unterstreichen, „den Islam nicht Barbaren und Mördern zu überlassen“.
Die Aktion wird vom Französischen Islamrat CFCM nicht unterstützt.